# Psychotria xantholoba
Psychotria xantholoba är en måreväxtart som beskrevs av Johannes Müller Argoviensis. Psychotria xantholoba ingår i släktet Psychotria och familjen måreväxter. Inga underarter finns listade i Catalogue of Life.